# Кучукенер (Моркинський район)
Кучукене́р (рос. Кучукенер, марій. Кӱчыкэҥер) — присілок у складі Моркинського району Марій Ел, Росія. Входить до складу Шалинського сільського поселення.

## Населення
Населення — 73 особи (2010; 65 у 2002).
Національний склад (станом на 2002 рік):
- лучні марійці — 100 %